# Carrarese Calcio 1908

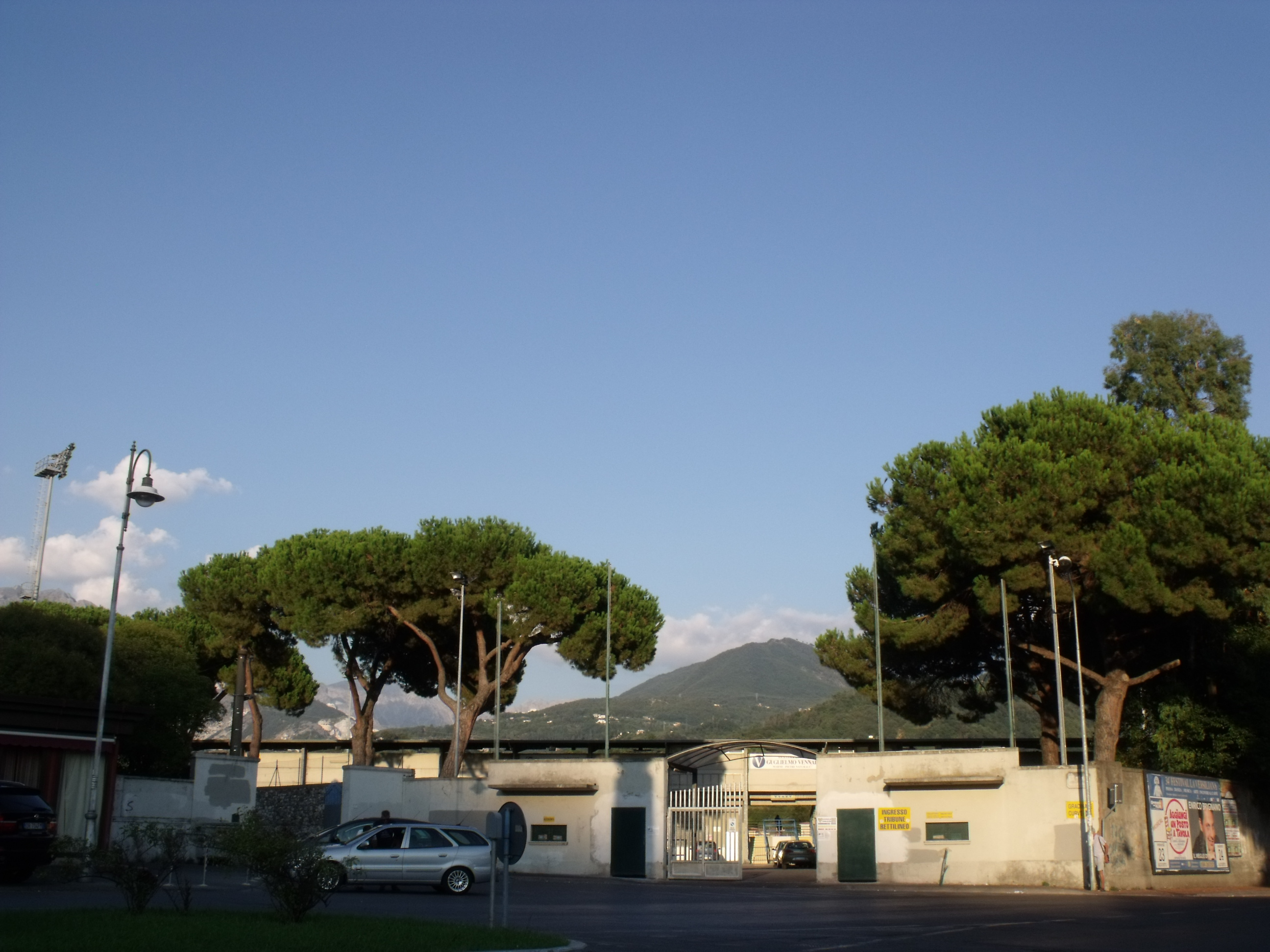
Estadio dei Marmi.

La Carrarese Calcio 1908 es un club de fútbol de Italia, con sede en Carrara, Toscana. Fue fundado en 1908 y compite en la Serie B, segunda categoría del fútbol italiano.

## Historia
Fue fundado en 1908 con el nombre de Società Polisportiva Carrarese.

## Palmarés

### Torneos interregionales
- Serie C (1): 1942-43 (Grupo F)
- Copa Italia de la Serie C (1): 1982-83
- Seconda Divisione (1): 1926-27 (Grupo A Norte)
- Serie C2 (2): 1981-82 (Grupo A), 1987-88 (Grupo A)
- IV Serie (1): 1952-53
- Serie D (2): 1962-63 (Grupo A), 1977-78 (Grupo E)

### Torneos regionales
- Terza Divisione Toscana (1): 1925-26 (Grupo B)
- Prima Categoria Toscana (1): 1961-62 (Grupo A)